# Cuphea vargasii
Cuphea vargasii là một loài thực vật có hoa trong họ Lythraceae. Loài này được J.F.Macbr. mô tả khoa học đầu tiên năm 1941.